# ソフィー (ミュージシャン)
ソフィー（英語: Sophie、本名：ソフィー・ジオン（Sophie Xeon）、1986年9月17日 - 2021年1月30日）は、スコットランドのミュージシャン、プロデューサー 、シンガーソングライター、DJである。

## 人物
彼女の音楽性はポップスを基調としながらも、ピッチシフトされたボーカル、そして「多動的（hyperkinetic）」とも言える先鋭化したビートワークに特徴づけられ、バブルガム・ベースの代表的なアーティストとも称される。
2021年1月30日未明、アテネにて、満月を見ようとして滞在先のバルコニーから転落する不慮の事故により死去したことが発表された。34歳没。

## ディスコグラフィ

### アルバム
- Product（2015年、コンピレーション）
- Oil of Every Pearl's Un-insides（2018年）
- SOPHIE（2024年、遺作）

### シングル
- "Nothing More to Say" / "Eeehhh"（2013年）
- "Bipp" / "Elle" - Product（2013年）
- "Lemonade" / "Hard"（2014年）
- "MSMSMSM" / "Vyzee"（2015年）
- "L.O.V.E." / "Just Like We Never Said Goodbye"（2015年）
- "It's Okay to Cry" - Oil of Every Pearl's Un-Insides（2017年）
- "Ponyboy"（2017年）
- "Faceshopping"（2018年）
- "Metal (with Jimmy Edgar)"（2020年）
- "Bipp (Autechre Mx)"（2021年）
- "Unisil"（2021年）
- "Fuck It Up (with Basside)"（2021年）
- "Reason Why" feat. Kim Petras & BC Kingdom - SOPHIE（2024年）
- "Berlin Nightmare" feat. Evita Manji （2024年）
- "One More Time" feat. Popstar （2024年）
- "Exhilarate" feat. Bibi Bourelly （2024年）

### 楽曲提供
- 安室奈美恵 "B Who I Want to B"（2015年、Mitchie Mとの共作）[14][15]